# Melon (servicio de música online)
Melon (en hangul, 멜론; romanización revisada, Mellon) es una tienda de música en línea surcoreana.

## Historia e información
Fue introducido en noviembre de 2004, Melon fue desarrollado por SK Telecom. En 2009, LOEN Entertainment (propiedad de SKT en ese tiempo, ahora propiedad de Kakao) se convirtió en la empresa a cargo de Melon. 
Melon permite que los usuarios puedan descargar o escuchar música por internet, como en los teléfonos móviles. La música se puede reproducir en teléfonos móviles, reproductores de audio digital, reproductores multimedia portátiles y cámaras digitales. Los usuarios también pueden crear sus propios tonos de llamada.
El nombre Melon es el acrónimo actual de melody on.

## Melon Player
El programa para descargar e instalar el servicio Melon está disponible. Los usuarios pueden disfrutar de características como el lenguaje y las imágenes sobre la canción deseada o álbum, compartir en servicio de redes sociales, escuchar música, reproducción de vídeo de música y descarga, transferencia de música de teléfono móvil e integración de iTunes.

## Disponibilidad en móviles
Melon está disponible actualmente para iOS, Android y Windows Mobile.
La aplicación móvil MelOn permite streaming ilimitado y descargas limitadas disponibles y álbumes para compartir con amigos y puede recomendar los servicios.

## Reconocimientos y premios
Melon ha ganado reconocimientos como por ejemplo:
- Se convirtió en una de las «Mejores 25 Aplicaciones en Corea» en el 2011 App Awards Corea.[3]
- Reconocido en 2012 Trusted Brand Awards[4]
- Ganó el «Gran Premio de Contenidos Digitales» en el 2012 Korean Digital Management Innovation Awards.[5]
- Reconocido en 2012 Korea Brand Power Index[6]
- Ilgan Sports clasificó a Melon como la tercera entidad más influyente en la industria  de K-Pop en un sondeo de noviembre de 2013 en la celebración de su 44 aniversario[7]

## Operaciones internacionales
En 2010, Melon fue lanzado por SK Telecom en Indonesia, asociado con Telkom Indonesia.

## Promociones

### Películas comerciales
En 2009, la actriz Kang So Ra respaldó a Melon a través de las PC. Boom Boom Pow por The Black Eyed Peas fue utilizado como música de fondo.
Madonna por Secret fue usado como música de fondo en el 2010.
En 2013, Melon usó la canción White Lies por Max Frost como música de fondo.

## Melon Music Awards
También en 2009, LOEN Entertainment lanzó Melon Music Awards (MMA), un organismo de entrega dedicado al cálculo de ventas digitales y en línea votos para juzgar a los ganadores. Está ahora en su décimo año.